# 플로라 더피
플로라 제인 더피(영어: Flora Jane Duffy, 1987년 9월 30일~)는 버뮤다의 트라이애슬론 선수이다. 2020년 하계 올림픽에서 트라이애슬론 여자부 금메달을 획득하며 버뮤다 최초의 올림픽 금메달리스트가 되었다. 이 금메달로 인해 버뮤다는 올림픽 금메달을 획득한 가장 인구가 적은 참가국이 되었다.